# Cryphia grisea
Cryphia grisea är en fjärilsart som beskrevs av Abel Dufrane 1925. Cryphia grisea ingår i släktet Cryphia och familjen nattflyn. Inga underarter finns listade i Catalogue of Life.